# Economía de Nueva York

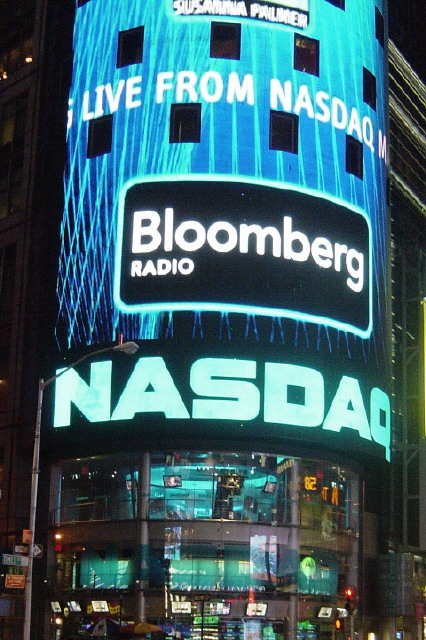
El NASDAQ MarketSite en Times Square.

La economía de Nueva York es la mayor economía regional en Estados Unidos y la segunda economía urbana más grande del mundo después de Tokio. Anclado por Wall Street, en Lower Manhattan, la ciudad de Nueva York es la capital financiera del mundo, junto con Londres, y alberga la bolsa de Nueva York, la mayor bolsa de valores del mundo en capitalización de mercado de sus compañías listadas; mientras que el NASDAQ cuenta con la mayor cantidad de compañías listadas y es la tercera más grande en el mundo en capitalización de mercado de sus compañías listadas.
Nueva York se distingue por su alta concentración del sector de servicios avanzados en campos tales como el derecho, la contabilidad, la banca y la consultoría de gestión. El sector financiero, de seguros, asistencia sanitaria y de bienes raíces forman la base de la economía de Nueva York. Asimismo, la ciudad es el centro más importante para medios masivos, periodismo y edición en Estados Unidos, al igual que el centro de arte preeminente del país. Las industrias creativas, tales como nuevos medios de comunicación, publicidad, moda, diseño y arquitectura, constituyen una proporción creciente del empleo, con la ciudad de Nueva York poseyendo una fuerte ventaja comparativa en estos sectores. La industria manufacturera, aunque declinante, sigue en marcha.
El área metropolitana de Nueva York posee un estimado producto metropolitano bruto de 1.13 billones en 2005, con lo cual constituye la economía regional más grande de Estados Unidos. La economía de la ciudad responde por la mayor parte de la actividad económica en los estados de Nueva York y Nueva Jersey.

## Corporaciones

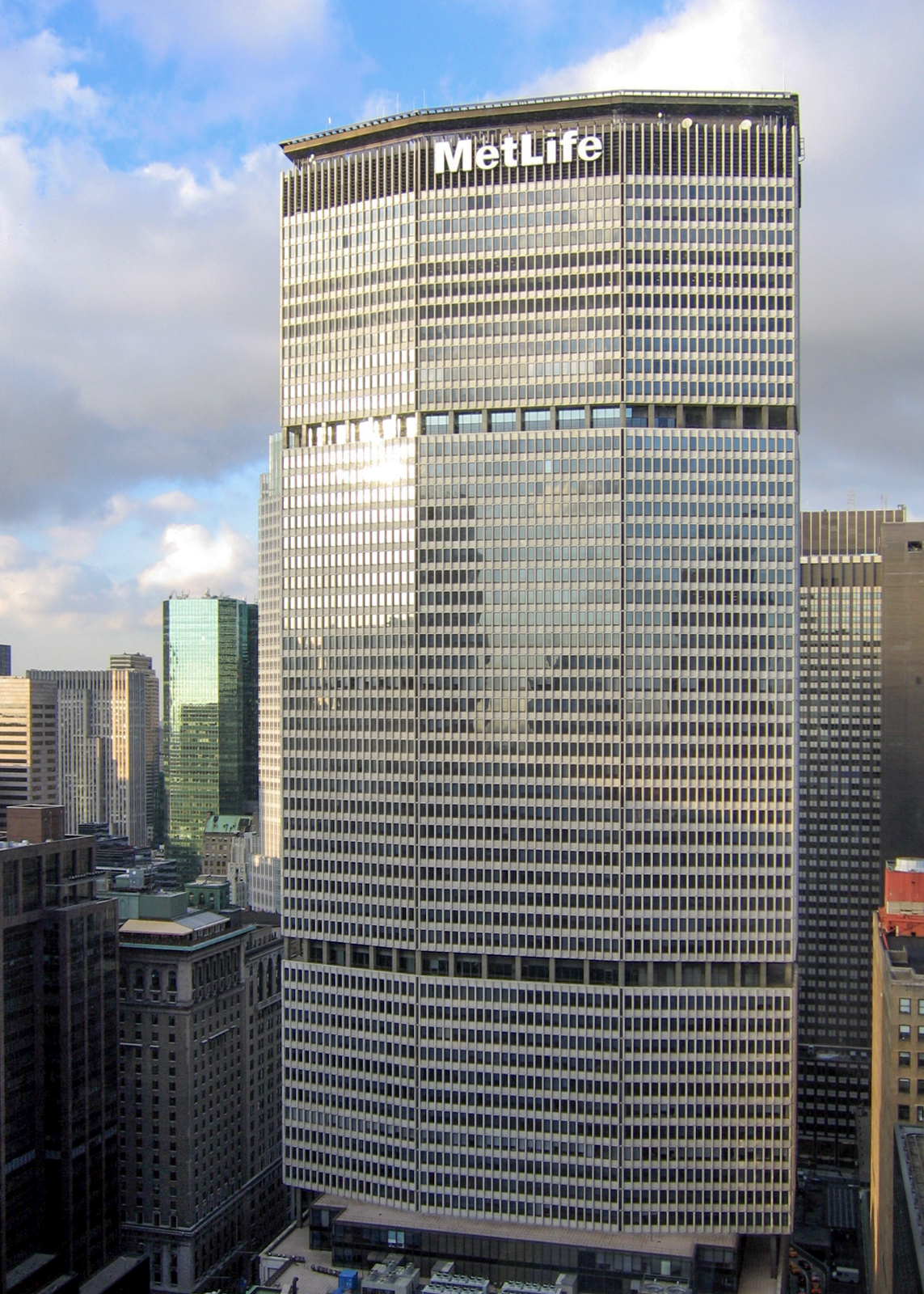
El MetLife Building, antes edificio de Pan Am.

Midtown Manhattan es el distrito financiero más grande del mundo. Desde hace tiempo, la ciudad de Nueva York ha sido el centro de negocios más importante de Estados Unidos; sin embargo, la crisis fiscal de la ciudad en los años 1970 comenzó a desarrollarse una nueva tendencia que resultó en el traslado gradual de las sedes y subsidiarias corporativas hacia los suburbios y otras regiones.
En 2005, existían 602 sedes de grandes corporaciones en la ciudad. Muchas corporaciones internacionales han establecido su sede en la ciudad de Nueva York, incluyendo a más compañías del Fortune 500 que cualquier otra ciudad. 
De las quinientas corporaciones estadounidenses con mayores ingresos en 2009, según la revista Fortune, cuarenta y dos tienen sede en la ciudad de Nueva York y otras catorce en otro localidad al interior del estado de Nueva York; mientras que en 1997, cuarenta y seis corporaciones contaban con sede en la ciudad de Nueva York, de un total de 61 con sede en el estado de Nueva York.
En la lista de mayo de 2008 que reflejaba el año previo a la crisis económica de 2008-2010, cinco de las veinticinco compañías más importantes del Fortune 500 con sede en la ciudad de Nueva York fueron clasificadas como compañías de valores (mostrando la importancia de Wall Street); sin embargo, dos años más tarde, ninguna de ellas estaba listada. Dos de las compañías de valores (Goldman Sachs y Morgan Stanley) se han convertido en bancos comerciales, mientras que distintos bancos han absorbido o bien la organización o los bienes post-liquidación de las otras tres firmas (Merrill Lynch, Bear Stearns y Lehman Brothers).

### Compañías en elFortune 500con sede en Nueva York
Clasificadas por ingresos en el año fiscal que terminó antes del 1 de febrero de 2010. Ranking mundial basado en los ingresos aparecidos en Fortune 500 para el año fiscal que terminó el 1 de abril de 2010.
| Ranking Nueva York                                                                                         | Ranking EE. UU. | Ranking mundial | Compañía                        | Ingresos (millones USD) | Empleados (en todo el mundo) | Sector económico                                |
| 1 | 9               | 25              | J.P. Morgan Chase & Co.         | 115 632                 | 222 316                      | Banca comercial                                 |
| 2 | 12              | 33              | Citigroup                       | 108 785                 | 267 150                      | Banca comercial                                 |
| 3 | 13              | 35              | Verizon Communications          | 107 808                 | 222 827                      | Telecomunicaciones                              |
| 4 | 16              | 41              | American International Group    | 103 189                 | 96 000                       | Seguros de propiedades y accidentes (acciones)  |
| 5 | 39              | 134             | Goldman Sachs Group             | 51 673                  | 36 200                       | Banca comercial [antes valores]                 |
| 6 | 40              | 140             | Pfizer                          | 50 009                  | 116 500                      | Farmacéutica                                    |
| 7 | 51              | 174             | MetLife                         | 41 098                  | 54 000                       | Seguros de vida y salud (acciones)              |
| 8 | 64              | 221             | New York Life Insurance         | 34 014                  | 16 835                       | Seguros de vida y de salud (mutual)             |
| 9 | 70              | 240             | Morgan Stanley                  | 31 515                  | 60 388                       | Banca comercial [antes valores]                 |
| 10 | 76              | 255             | News Corporation                | 30 423                  | 55 000                       | Entretenimiento                                 |
| 11 | 79              | 267             | Hess                            | 29 569                  | 13 300                       | Refinación de petróleo                          |
| 12 | 82              | 274             | Time Warner                     | 28 842                  | 31 000                       | Entretenimiento                                 |
| 13 | 88              | 304             | American Express                | 26 730                  | 58 300                       | Banca comercial                                 |
| 14 | 90              | 311             | TIAA-CREF                       | 26 278                  | 6 890                        | Seguros de vida y salud (mutual)                |
| 15 | 94              | 331             | Philip Morris International     | 25 035                  | 77 300                       | Tabaco                                          |
| 16 | 98              | 337             | Travelers Companies             | 24 680                  | 32 000                       | Seguros de propiedad y accidentes (acciones)    |
| 17 | 114             | 405             | Bristol-Myers Squibb            | 21 634                  | 28 000                       | Farmacéutica                                    |
| 18 | 127             | 461             | Alcoa                           | 18 745                  | 59 000                       | Metales                                         |
| 19 | 131             | 478             | Time Warner Cable               | 17 868                  | 46 300                       | Telecomunicaciones                              |
| 20 | 148             | –               | L-3 Communications              | 15 615                  | 67 000                       | Aeroespacial y defensa                          |
| 21 | 151             | –               | Colgate-Palmolive               | 15 327                  | 38 100                       | Productos del hogar y personales                |
| 22 | 165             | –               | Loews                           | 14 123                  | 18 500                       | Seguros de propiedad y de accidentes (acciones) |
| 23 | 170             | –               | Viacom                          | 13 619                  | 11,200                       | Entretenimiento                                 |
| 24 | 175             | –               | Consolidated Edison             | 13 032                  | 15 534                       | Utilidadess: Gas y electricidad                 |
| 25 | 177             | –               | CBS                             | 13 015                  | 25 580                       | Entretenimiento                                 |
| 26 | 198             | –               | Omnicom Group                   | 11 721                  | 63 000                       | Publicidad, Marketing                           |
| 27 | 221             | –               | Marsh & McLennan                | 10 493                  | 52 000                       | Finanzas diversificadas                         |
| 28 | 228             | –               | Avon                            | 10 383                  | 41 000                       | Productos del hogar y personales                |
| 29 | 237             | –               | Guardian                        | 10 041                  | 4870                         | Seguros de vida y de salud (mutual)             |
| 30 | 268             | –               | Assurant                        | 8700                    | 14 709                       | Seguros de propiedad y accidentes (acciones)    |
| 31 | 274             | –               | The Bank of New York Mellon     | 8345                    | 40 200                       | Banca comercial                                 |
| 32 | 290             | –               | Icahn Enterprises               | 7865                    | 42 368                       | Piezas y vehículos de motor                     |
| 33 | 308             | –               | Estée Lauder                    | 7324                    | 31 300                       | Productos del hogar y personales                |
| 34 | 358             | –               | Interpublic Group of Companies  | 6028                    | 40 000                       | Publicidad, Marketing                           |
| 35 | 359             | –               | Virgin Media                    | 6014                    | 12 201                       | Telecomunicaciones                              |
| 36 | 363             | –               | McGraw-Hill                     | 5952                    | 21 077                       | Editorial                                       |
| 37 | 367             | –               | Dover (no longer in New York) † | 5831                    | 29 300                       | Maquinaria industrial                           |
| 38 | 372             | –               | Barnes & Noble                  | 5596                    | 37 000                       | Minorista especializado                         |
| 39 | 417             | –               | Polo Ralph Lauren               | 5019                    | 17 000                       | Ropa                                            |
| 40 | 428             | –               | Foot Locker                     | 4854                    | 26 018                       | Minorista especializado                         |
| 41 | 441             | –               | BlackRock                       | 4699                    | 8629                         | Valores                                         |
| 42 | 444             | –               | NYSE Euronext                   | 4687                    | 3367                         | Valores                                         |
| † La sede de Dover Corporation se encuentra actualmente en Downers Grove, condado de DuPage, Illinois.     |                 |                 |                                 |                         |                              |                                                 |
| Fuente: Fortune 500 y Fortune, vol. 161, n.º 6 (3 de mayo de 2010) & vol. 162, n.º 2 (28 de julio de 2010) |                 |                 |                                 |                         |                              |                                                 |